# Volker Beck
Volker Beck (* 12. prosince 1960 ve Stuttgartu) je německý politik, poslanec německého Bundestagu z Kolína nad Rýnem, který se stal prvním parlamentním jednatelem a lidskoprávněpolitickým mluvčím frakce Bundestagu a členem stranické rady Svaz 90/Zelení.

## Biografie
Po maturitě roku 1980 v Sindelfingenu a následujících veřejně prospěšných pracích studoval dějiny umění, historii a germanistiku na univerzitě ve Stuttgartu, nicméně nezískal vysokoškolský titul. Zpočátku byl politicky aktivní v 80. letech v mírovém hnutí, angažoval se pro bojkot sčítání lidu a v roce 1985 vstoupil k Zeleným. Roku 1986 byl zvolen do okresního výboru Zelených ve Stuttgartu a v letech 1987-1990 byl mluvčím homosexuálů politické strany Zelení.
Roku 1986 se podílel na akcích proti politice v oblasti AIDS Petera Gauweilera. Byl členem spolku homosexuálů (BVH) a pracoval na sjednocení všech německých organizací za práva homosexuálů, což se mu následně také podařilo. Nově sjednocená organizace nesla název "Gay svaz v Německu" (SVD) a až do roku 1994 byl jejím mluvčím. Následně se tato organizace otevřela i lesbicky orientovaným ženám a přejmenovala se na Lesben- und Schwulenverband in Deutschland (LSVD - česky "Lesbo-gay svaz v Německu"). Do roku 1994 byl Volker Beck také mluvčím pracovní skupiny zaměřené na homosexuální politiku ve své straně. Roku 1994 byl poprvé na kandidátce Spojenectví 90/Zelení za spolkovou zemi Severní Porýní-Vestfálsko zvolen do německého Bundestagu. Tam ho jeho strana, přestože neměl právnické vzdělání, zvolila jako mluvčího pro právní politiku. Po parlamentních volbách v roce 1998 se stal v předsednictvu strany koordinátorem pro Pracovní sekci vnitra, spravedlnosti, žen a mládeže. Po parlamentních volbách roku 2002 byl svou stranou zvolen prvním parlamentním tajemníkem v předsednictvu strany. Do této pozice byl opakovaně zvolen i v roce 2005 a 2009. Patřil k devítihlavému supertýmu své strany pro parlamentní volby 2005. Pro parlamentní volby 2009 byl společně s Bärbel Höhnovou špičkou na prvních dvou místech kandidátky Zelených za spolkovou zemi Severní Porýní-Vestfálsko.
V červenci 2009 zemřel jeho životní partner Jacques Teyssier, se kterým v roce 2008 po šestnáctiletém vztahu uzavřel registrované partnerství. Pár žil dlouhodobě v Kolíně, Berlíně a Paříži. Několik týdnů před Teyssierovou smrtí se přestěhovali do společné domácnosti v Berlíně.

## Politické projekty
Beck se po teroristických útocích z 11. září 2001 v první rudo-zelené vládě (tvořené Sociálními demokraty a Zelenými) podílel na vytvoření protiteroristického balíčku a přistěhovaleckého zákona. Také se podílel na několika změnách v uprchlickém právu. Kritizoval tehdejšího německého ministra vnitra Schilyho za to, že nesplnil jeho ministerstvem slíbenou novelu zákona pro uprchlíky. Podílel se na novelizaci shromažďovacího zákona a podařilo se mu zabránit Schilym a koalicí (CDU/CSU) zamýšlenému rozšíření Berlínských okrsků.
Postavil se proti jednomu hnutí homosexuálů z 80. let, které propagovalo zrušení zákona o sexuálním zneužití a sexuálním obtěžován. Stejně tak odmítal prosazování tehdy tak rozšířeného názoru, že nenucený pohlavní styk mezi dítětem a dospělým není nebezpečný a že byl měla být zrušena jeho trestnost. Angažoval se při zdokonalování zákonů na ochranu obětí, zejména dětských obětí sexuálních trestných činů. Z jeho pera pochází Zákon o zvlášť závažném sexuálním trestném činu na dítěti. Stal se mluvčím Zelených v oblasti právní politiky.
Vždy se zasazoval o liberální drogovou politiku, která by dekriminalizovala uživatele drog, kteří tím nikoho neobtěžují a samotné drogy nešíří.
Dlouhodobě se přimlouvá za zrovnoprávnění postavení islámu a křesťanství v Německu.
Má profil na portálu GayRomeo, na portálu Web 2.0 a na Twitteru. Na Twitteru již několikrát poskytl rozhovor.
V roce 2010 vedl koaliční jednání mezi sociálními demokraty a zelenými v Severním Porýní-Vestfálsku, roku 2011 v Porýní-Falcku.

## Zákon o registrovaném partnerství
V roce 1992 na sebe upozornil svou kampaní pro uzákonění manželství pro gaye a lesby. Jako první krok společně s SVD předložil návrh zákona o registrovaném partnerství. To se mu podařilo prosadit na půdě Bundestagu ve volebním období 1998-2002, konkrétně tento zákon vyšel v platnost roku 2001. Také prosadil pozměňovací návrhy ústavního zákona o práci a zákona o obchodním právu, aby braly v úvahu gaye a lesby.

## Odškodnění obětí národního socialismu, myšlenky
Mnoho let se Beck zasazoval o odškodnění obětí národního socialismu a o nezapomínání těchto špatných etap německých dějin. Na základě jeho iniciativy byly vysoké vojenské důchody seškrtány všem, kteří se prokazatelně dopouštěli válečných zločinů. Podílel se na založení nadace obětí otrocké práce a s úspěchem pro ni získal 10 miliard německých marek. Podařilo se mu ze státního rozpočtu odškodnit oběti nucené sterilizace a pozůstalé po obětech nucené eutanazie či po obětech nacistického vraždění homosexuálů.

## Transparentní svoboda a východní Evropa
Společně s Claudií Roth a Renatou Künast vystoupil v roce 2005 ve Varšavě na starostou Lechem Kaczyńskim zakázané demonstraci za práva homosexuálů (Parada Równości). Stejně tak se v roce 2006 zúčastnil zakázaného Moscow Pride v Rusku. Nicméně pochody extrémistů a zásahy policie byly velice brutální a demonstraci rozehnaly. Volker Beck byl zbit a utržil ránu kamenem do hlavy. Byl moskevskou policií zadržen a hodinu držen na stanici. Teprve po vlně nevole ze strany německé společnosti byl propuštěn a bylo ošetřeno jeho zranění. Tehdejší zmocněnec pro vztahy s Ruskem Andreas Schockenhoff z CDU kritizoval Becka za neakceptaci ruských "pravidel hry". Následně to byl právě Andreas Schockenhoff, kdo sklidil velkou kritiku za svá slova schvalující násilí od poslanců frakcí FDP a Spojenectví 90/Zelení.
O rok později 27. května 2007 byl při otevřeném protestu proti dalšímu zákazu Moscow Pride zatčen. On a další cizinci, jako např. poslanec Evropského parlamentu Ital Marco Cappato, stejně jako člen popové hudební skupiny Right Said Fred, chtěli uspořádat pochod před moskevskou radnici. Beck byl policií zatčen a místní nacionalisté a protidemonstranti na něj házeli vejce a rajčata.
Jako reakci na tyto skutečnosti se Volker Beck pokusil na půdě německého Bundestagu založit Skupinu za práva gayů, leseb a transsexuálů v zemích, kde jsou potlačována jejich práva. Ovšem návrh na ustavení této skupiny narazil, když proti jejímu zřízení hlasovaly dvě nejsilnější parlamentní strany CDU a SPD.